# アイ・エム・アイ (卸売業)
アイ・エム・アイ株式会社（英: IMI CO.,LTD.）は、医療機器の販売・レンタル・メンテナンス・教育サービスを行う企業である。本社を埼玉県越谷市に置く。
大陽日酸株式会社の連結子会社。

## 概要
医療機器商社。機器の輸入販売が主であり、主力商品は人工呼吸器や体温管理機器。麻酔専門医用の高機能患者シミュレータ等の取扱いも行っており、教育や研修サービスにも力を入れている。
1979年には治療機器分野で国内初のメンテナンス事業を開始。1994年には治療機器で国内初のレンタル事業も開始した。

## 沿革
- 1974年 - 東京都文京区本郷にアイ・エム・アイ株式会社を資本金3,000万円で設立。第1創業・成長期ビジョン「いいものを安く売る会社づくり」をスタート。
- 1975年 - 外国メーカー数社と代理店契約を締結し直接輸入を開始。
- 1977年 - 資本金を9,900万円に増資。東京都文京区に本社を移転。
- 1978年 - 埼玉県八潮市に技術センタを開設。
- 1979年 - 治療機器分野で国内最初のフィールド・メンテナンス・サービスシステムを発足。
- 1980年 - ゲイマー社（現ストライカー社）と代理店契約を締結し体温管理機器を発売。
- 1982年 - 第1回再創業運動「リ・クリエーション9運動」を実施。日本で初めて本格的な在宅用人工呼吸器LP4を発売。
- 1983年 - 第2創業・成長期ビジョン「安全を売る会社づくり」をスタート。
- 1984年 - 埼玉県越谷市流通団地3-3-12に本社を建設移転。ナース向け人工呼吸器セミナを開始。人工呼吸器テキストを発行。
- 1987年 - 医用情報誌「int」を発行。MEC/21世紀ビジョンを発表。全社員が病院現場を訪問する「ローラー作戦」を実施。
- 1988年 - 全事業所オンライン・コンピュータシステムを発足。
- 1990年 - 従業員持株会を発足。
- 1991年 - 資本金を5億5,425万円に増資
- 1994年 - 治療機器分野で国内最初のレンタルシステムを発足。本社増築による新社屋竣工。技術センタを本社に統合。第3創業・成長期ビジョン「いいものと安全を、“はやく”安く売る会社づくり」をスタート。
- 1995年 - 資本金を8億5,425万円に増資。阪神淡路大震災に際し危機管理を実施。
- 1996年 - 日本証券業協会に株式店頭登録、資本金11億1,150万円に増資。METI社（現CAEヘルスケア社）と代理店契約を締結し高性能患者シミュレータを使用した教育サービス事業を開始。
- 1998年 - 早朝ミーティングで全営業所をTV電話で繋ぎ全社員にクレーム対応情報を提供。CV5000長期人工呼吸器を開発・発売。
- 1999年 - 全社新情報システム稼働を開始。インフルエンザ大流行に際し危機管理を実施。TRG社（現バイエア メディカル社）と独占代理店契約締結し発売・サービスを開始。
- 2000年 - 自律・連携・エキサイティングをコンセプトとした成果主義新人事制度を発足。
- 2001年 - 関西サービスセンタを発足。
- 2003年 - 第4創業・成長期ビジョン「最も信頼される治療機器サービスプラットフォームづくり」をスタート。新型肺炎「SARS流行」に際し危機管理を実施。
- 2004年 - ジャスダック証券取引所に株式上場。
- 2005年 - 受注センタ・本社物流センタを開設。
- 2009年 - 新型インフルエンザ・パンデミックに際し危機管理を実施。
- 2011年 - 東日本大震災発生に際し危機管理を実施。被災地の医療機関にアンブ社製ツインポンプ（500台）、蘇生バッグSPURⅡ（500個）を無償供給支援。
- 2013年 - TOB実施に伴い、非上場化。
- 2014年 - 第5創業・成長期ビジョン｢医療現場がより有効に、安全に、はやく、安く医療機器を活用して付加価値創造する為に、費用対効果の高い現場リアルサービスを迅速に提供する「信頼されるCS（顧客サービス）プラットフォーム企業」への変革を図る｣をスタート。全ての拠点をCS（顧客サービスセンタ）に改称。新たな社員持株会を発足。
- 2016年 - 金沢CSを開設。新福岡オフィスを開設。医療機器品質マネジメント国際規格ISO13485取得。
- 2017年 - 新大阪オフィス（豊中市）を開設
- 2018年 - 発行株式の全部を大陽日酸株式会社へ譲渡
- 2020年 - アイ・エム・アイ株式会社を存続会社としてパシフィックメディコ株式会社と合併

## 事業所
- IMI本社 - 埼玉県越谷市流通団地3-3-12
- 札幌CS - 北海道札幌市東区北22条東16丁目4-2
- 仙台CS - 宮城県仙台市青葉区上愛子蛇台原12
- 福島CS - 福島県福島市蓬莱町5-10-11
- 埼玉CS - 埼玉県越谷市流通団地3-3-12
- 千葉CS - 千葉県千葉市中央区都町33-1 清水ビル1F
- 東京中央CS - 東京都千代田区三番町1-5
- 府中CS - 東京都国立市谷保6-17-12 国立インタービル5F
- 城南・横浜CS - 神奈川県横浜市港北区北新横浜二丁目7番地10
- 名古屋CS - 愛知県名古屋市中川区尾頭橋3-3-29
- 静岡CS / 静岡プロジェクトセールス - 静岡県静岡市葵区本通8丁目3-3
- 金沢CS - 石川県野々市市御経塚1-520
- 京都CS - 大阪府豊中市原田中1-9-13
- 奈良CS - 大阪府豊中市原田中1-9-13
- 大阪CS - 大阪府豊中市原田中1-9-13
- 神戸CS - 大阪府豊中市原田中1-9-13
- 岡山CS - 岡山県岡山市北区岡町17-28 スプレンドーレ医大東Ⅱ1階C
- 広島CS - 広島県広島市南区翠2丁目18-21 ネスト翠1F
- 香川CS - 香川県高松市東山崎町435-1
- 福岡CS - 福岡県福岡市博多区東光2-22-55
- 熊本CS - 熊本県熊本市中央区本荘4丁目7-21

（2018年現在）